# Jit (Qalqilya)
Jit (àrab: جيت, Jīt) és una vila palestina de la governació de Qalqilya, a Cisjordània, situada 10 kilòmetres a l'oest de Nablus. Segons l'Oficina Central Palestina d'Estadístiques tenia 2.735 habitants el 2016.